# Le pas d'acier
Le pas d'acier op. 41 è un balletto in due quadri con musica di Sergej Sergeevič Prokof'ev scritto nel 1925 e commissionato da Sergej Djagilev per i suoi Balletti russi; la coreografia originale fu di Léonide Massine, il libretto di Prokof'ev e di Georgij Bogdanovič Jakulov, pittore che eseguì anche le scene e i costumi.

## Storia
Dopo la morte di Lenin nel 1924 la situazione fra Francia e Unione Sovietica cambiò radicalmente; accettato il fatto che era nato un nuovo stato, questo venne ufficialmente riconosciuto, riaprendo anche le ambasciate sia a Parigi che a Mosca. Djagilev, con il suo fiuto infallibile, interpellò Prokof'ev nell'estate del 1925 chiedendogli la composizione di un balletto che fosse ispirato al nuovo corso politico e che celebrasse la nuova Russia industrializzata e il suo lavoro. Il soggetto doveva in pratica rappresentare un raffronto fra la vecchia Russia e la nuova con le sue innovazioni. Prokof'ev fu entusiasta dell'idea e propose come titolo Anno 1927, ma Djagilev preferì Le pas d'acier; l'impresario voleva inizialmente affidare la coreografia al ballerino russo Kas'jan Golejzovskij, ma poi si rivolse ancora una volta a Massine.
Prokof'ev compose rapidamente, come sua abitudine, la partitura e il balletto venne rappresentato due anni dopo a Parigi al Teatro Sarah Bernhardt il 7 giugno 1927. Interpreti principali furono Felia Doubrovska, Lubov Tchernicheva, Alice Nikitina, Léonide Massine e Serge Lifar; la direzione orchestrale fu di Roger Désormière.
Il balletto ebbe un notevole successo di pubblico, anche se i critici e i musicisti presenti alla prima espressero più di una perplessità; Pierre Lalo sulla rivista Comœdia affermò che il soggetto della rappresentazione era pressoché incomprensibile. Igor' Stravinskij dissentì totalmente con l'imitazione di martelli pneumatici nel penultimo brano della partitura.
I problemi più grossi Prokof'ev li ebbe però dalle istituzioni sovietiche. La ARMP, Associazione Russa dei Musicisti Proletari, aveva il monopolio dell'educazione musicale e poteva dettar legge ovunque in questo campo, interferendo persino con l'insegnamento dei Conservatori. Quando nel 1928 vi fu la prima russa al Teatro Bol'šoj de Le pas d'acier il musicista fu duramente attaccato dall'Associazione che l'accusò di essere "nemico della cultura sovietica". Prokof'ev fu interrogato sul significato della sua opera e sul perché fossero così prevalenti i ritmi dei macchinari. Il compositore, irritato, rispose polemicamente che le macchine erano migliori della gente. Il balletto venne ritenuto un'opera che denigrava la vita in Unione Sovietica, fu definita fascista e controrivoluzionaria perché mostrava solo ciò che la borghesia occidentale voleva vedere nel popolo sovietico: la barbarie e la stupidità. L'Associazione ottenne quindi che il Bol'šoj togliesse il balletto dal cartellone degli spettacoli. Amareggiato, il musicista lasciò la Russia e tornò a lavorare a Parigi.

## Argomento e struttura del balletto
Il balletto è diviso in due quadri raffiguranti ognuno un mondo contrapposto all'altro. La scena stessa è divisa in impalcature di metallo a due piani. L'ambiente e il modo di vivere del primo viene ben presto soppiantato da un nuovo corso sociale, con la gente più felice e consapevole.

Non vi è un vero e proprio tessuto narrativo; il balletto mostra scene quotidiane della vecchia Russia che evolvono poi in un profondo cambiamento e nell'esaltazione del lavoro nelle fabbriche con le macchine e delle macchine. I movimenti dei danzatori, che si muovono a gruppi compatti, accordano le loro evoluzioni in armonia o in contrapposizione con i movimenti delle costruzioni mobili che fungono da scenografia. Le scene e i costumi in bianco e nero, l'utilizzo di luci elettriche, la presenza di macchinari e attrezzi, quali carrucole, scale, ruote, i movimenti continui e ripetitivi, anticipano l'idea ispiratrice del film Tempi moderni di Charlie Chaplin
I brani musicati nei due quadri sono i seguenti:
- Primo quadro

1. Entrée des personnages
2. Train des paysans-ravitailleurs
3. Les commissaires
4. Les petits camelots
5. L'orateur
6. Matelot à bracelets et ouvrière

- Secondo quadro

1. Changement de décors
2. Le matelot devient un ouvrier
3. L'usine
4. Les marteaux
5. Finale

Di questo balletto esiste anche una versione in forma di suite orchestrale, con il numero d'opera 41bis e composta da brani scelti dall'intera opera. L'organico è il medesimo, mentre i movimenti sono, nell'ordine:
1. Entrée des personnages
2. Les commissaires
3. Matelot à bracelets et ouvrière
4. L'usine

## Analisi
Prokof'ev in questo suo nuovo balletto volle effettuare un cambiamento sostanziale verso una musica nazionale russa, non più però quella popolare legata ai racconti di Afanas'ev, come aveva già fatto in precedenza, ma quella che avrebbe dovuto esaltare la vita moderna dell'Unione Sovietica. Questo passaggio è segnato dal linguaggio musicale orientato al diatonismo, e lascia da parte quell'accentuato cromatismo che aveva caratterizzato molti altri lavori. Il musicista a questo proposito afferma :"Le pas d'acier è costituito da tutta una serie di temi composti soltanto sui tasti bianchi".

Questi temi diatonici sono arricchiti da armonie stridenti ed esasperati da ritmi insistenti che lasciano stupiti gli ascoltatori; il tutto è poi caratterizzato da una marcata politonalità. 
La prima parte, che descrive la vecchia Russia che si disgrega, presenta delle simbologie caratteristiche come la strega Baba Jaga che lotta con un coccodrillo invisibile; nei primi tre episodi ritroviamo un ritmo fortemente marcato che rende i brani dinamici e movimentati. Nell'episodio del marinaio e dell'operaia la stilizzazione della musica mostra molte analogie con Petruška di Stravinskij, mentre la giovane operaia è descritta con una dolce melodia suadente che preannuncia già i temi di Romeo e Giulietta.

Il secondo quadro celebra l'industrializzazione e inizia con un danzatore che simula un lingotto, lavorato e tornito da altri quattro ballerini-operai. La partitura presenta numerosi accordi dissonanti che conferiscono alla musica un tono aspro e duro. Da sottolineare, nella penultima scena, l'imitazione dei macchinari della fabbrica con la celebre riproduzione del rumore dei martelli pneumatici. Il quadro finisce in un crescendo su di una brevissima melodia, sottolineata da un ritmo ossessivo che si interrompe poi nella cadenza finale.

## Organico orchestrale
Ottavino, due flauti, due oboi, corno inglese, due clarinetti, clarinetto piccolo, clarinetto basso, due fagotti, controfagotto, quattro corni, quattro trombe, tre tromboni, basso tuba, timpani, glockenspiel, xilofono, piatti, castagnette, triangolo, rullante, grancassa, tamburello, pianoforte e archi.